# Baoneng Shenyang Global Financial Center
 (septembre 2020).
Si vous disposez d'ouvrages ou d'articles de référence ou si vous connaissez des sites web de qualité traitant du thème abordé ici, merci de compléter l'article en donnant les références utiles à sa vérifiabilité et en les liant à la section « Notes et références ».
La Baoneng Shenyang Global Financial Center (autre nom Baoneng Shenyang Global Financial Center, en français Perle du Nord), est un gratte-ciel en construction à Shenyang en Chine. Son achèvement est prévu pour 2024. Il culminera à 365 mètres .
Cette tour appartient au complexe du Shenyang Global Financial Centre qui comprend une autre tour de 328 mètres en construction et cinq tours de 200 mètres également en construction.
Cependant, depuis juillet 2023, la construction est suspendue. En raison d'une récente restriction de hauteur dans toute la Chine, sa hauteur a été réduite par rapport à la conception originale qui mesurait 565 mètres.